# 로버트 윌콕스

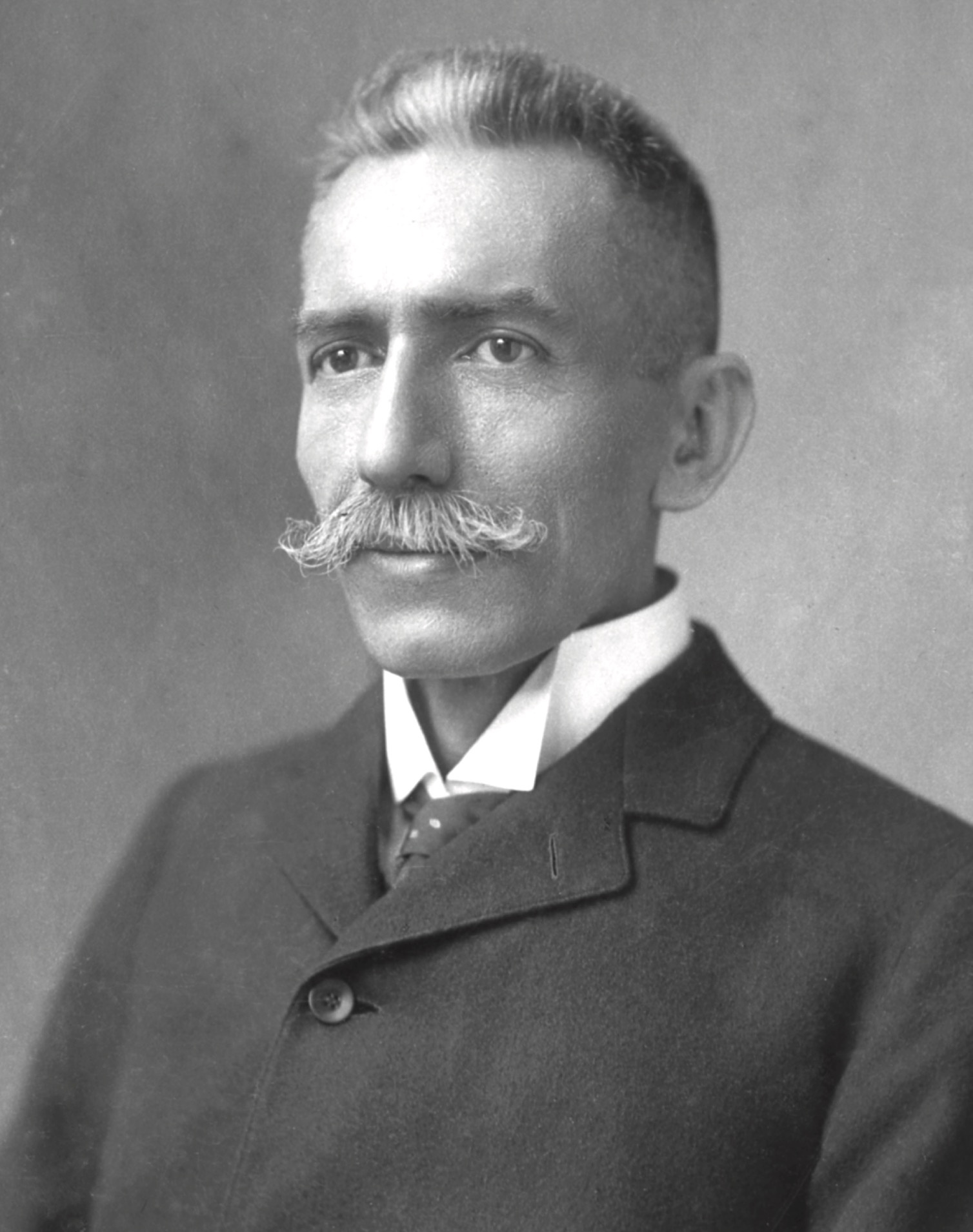
로버트 윌콕스

로버트 윌리엄 윌콕스(Robert William Wilcox, 1855년 2월 15일 ~ 1903년 10월 23일)은 흔히 "하와이의 강철 공작(Iron Duke of Hawaiʻi)"으로 잘 알려져 있다. 하와이 원주민 출신의 군인이자 정치인이다.

## 반역 이전
그는 미국인 아버지와 하와이인 어머니 사이에서 태어났는데, 아버지는 군인이었고, 어머니는 하와이 왕족이었다. 어머니의 탓인지, 그는 어려서부터 하와이 문화의 영향을 많이 받았다고 한다. 부유한 가정에서 태어나서 그의 어린 시절은 아무 문제 없었고, 그 역시 우수한 교육을 받고 자라났다. 그는 처음부터 군인이였던 것은 아니었는데, 그가 군에 들어가기 이전에는 학교 교사였다. 그러다가 하와이 국왕의 천거에 의해 군에 들어가게 된다.

## 반역
윌콕스는 굉장한 애국주의자였다. 그는 미국보다는 하와이를 자기의 조국으로 보았으며, 당시 윌콕스는 미국인의 하와이 점유에 많은 불만을 품고있었다. 또한 미국인의 간섭이 없는 하와이 주민들만으로 구성된 완벽한 독립국가를 꿈꾸었다. 미국의 입김으로 건국된 하와이 왕국이나, 하와이 공화국에 대하여 항상 하와이 주민들의 봉기를 주도 하였다. 그가 처음 하와이 주민 봉기를 주도한 것은 칼라카우아가 국왕으로 통치하던 시기였다. 그는 국왕이 미국인에 대해 특권을 하사하며, 미국인을 우대하는 것을 못마땅하게 여겼으며, 이때부터 하와이 주민들과 함께 정부에 대한 하와이 주민들의 봉기를 자주 일으켰다. 1888년, 1889년, 1893년, 1895년까지 반란을 계획, 주도하였으나 모두 실패하였다. 1894년, 하와이 공화국이 건국되고 미국인의 하와이의 대한 입김이 더욱 세지기 시작한다. 1895년, 마침내 그는 직접 하와이 주민들로 구성된 150여명의 군대를 이끌고 정부 청사 등, 미국인에 대해 공격을 시작한다. 그러나 이는 금방 정부군에 의해 진압되고, 윌콕스는 산속으로 도망쳐 숨어버린다. 1895년에 윌콕스가 일으킨 반란은 그의 마지막 반란이기도 했다.

## 체포와 의회 진출
1895년에 일으킨 반란이 실패하고, 윌콕스가 산에 숨어버린지 얼마 안되어 윌콕스는 체포된다. 이때 윌콕스는 더 이상 반란만으론 미국인을 쫓아 낼수 없다는 것을 깨닫고 미국 안에서부터 바꿔가기로 결심을 하게 된다. 그리하여 윌콕스는 미국 의회 진출의 꿈을 키우면서 하와이 독립당을 창당한다. 그리고 마침내 그는 1900년 하와이 준주에서 미국 하원에 파견하는 대표로 선출되어 하와이 원주민 출신으로는 처음으로 의회 진출에 성공한다.

## 죽음과 그 뒤
그러나 그는 의원에 당선된지 얼마 되지 않아 사망하고 만다. 그가 의원에 당선된지 3년 만의 일이었다. 그의 갑작스런 죽음에 그는 결국 하와이 자주 독립의 꿈을 이루지 못하고 죽었다. 그러나 이후에도 하와이인들의 많은 노력 끝에 하와이는 고도의 자치권을 인정하는 미국의 연방 주로 그 지위가 격상된다.

## 역대 선거 결과
| 선거명      | 직책명                        | 대수 | 정당          | 득표율 | 득표수  | 결과 | 당락                      |
| ----------- | ----------------------------- | ---- | ------------- | ------ | ------- | ---- | ------------------------- |
| 1900년 선거 | 하원의원 (하와이 준주 선거구) | 57대 | 하와이 독립당 | 42.75% | 4,108표 | 1위  | 하와이 준주 하원의원 당선 |
| 1902년 선거 | 하원의원 (하와이 준주 선거구) | 58대 | 하와이 독립당 | 41.48% | 4,698표 | 2위  | 낙선                      |